# Ben Tuck

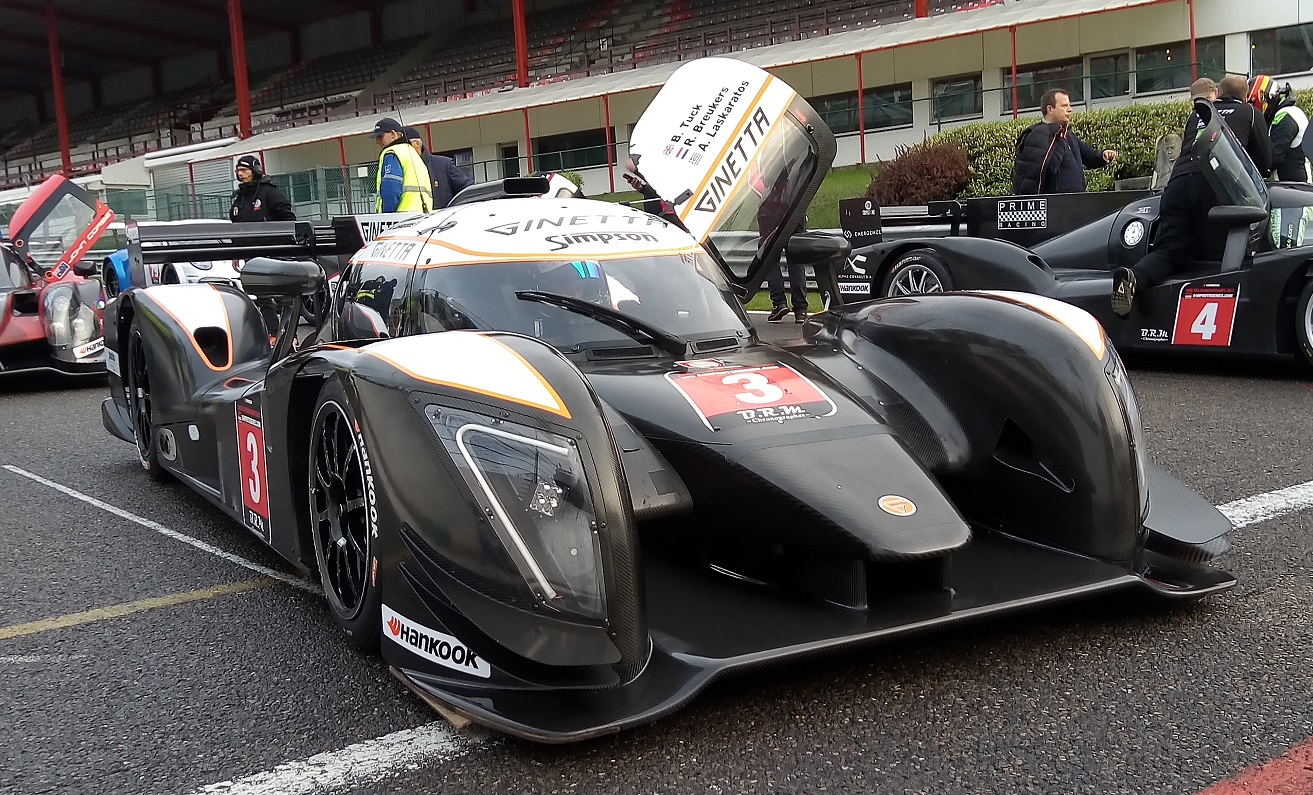
Der von Ben Tuck gefahrene Ginetta G57

Ben Tuck (* 3. März 1997 in Sandy) ist ein britischer Autorennfahrer.

## Karriere als Rennfahrer
Ben Tuck begann seine Karriere als Fahrer bei Rennen in britischen Markenpokalen. Er startete zuerst im BRSCC Mazda MX-5 Cup, wo er 2015 den dritten Endrang belegte und danach in der Caterham Supersport Championship. Nach dem Erfolg in der Jahresklassenwertung der P2-Klasse der 24h Proto Series 2017 fuhr er ab 2018 sowohl in der britischen GT-Meisterschaft als auch in der VLN Langstrecken-Serie.
2023 stieg er in die European Le Mans Series ein und steuerte gemeinsam mit John Hartshorne und Jonny Adam einen Aston Martin Vantage AMR in der LMGTE-Klasse. Beste Platzierungen waren die 29. Gesamtränge beim 4-Stunden-Rennen von Spa-Francorchamps und dem 4-Stunden-Rennen von Portimão.
Zum Saisonstart 2025 konnte er mit Team WRT das 24-Stunden-Rennen von Dubai gewinnen.

## Statistik

### Karrierestationen
| - 2015: BRSCC Mazda MX-5 Championship (Rang 3) - 2016: Caterham Supersport Championship (Rang 6) - 2017: 24H Proto Series – European Championship – P2 (Rang 1) - 2018: Britische GT-Meisterschaft GT4-Klasse (Rang 2) - 2020: DTM Trophy (Rang 3) - 2023: European Le Mans Series LMGTE-Klasse (Rang 9) |

### Le-Mans-Ergebnisse
| Jahr | Team               | Fahrzeug         | Teamkollege     | Teamkollege      | Platzierung | Ausfallgrund |
| ---- | ------------------ | ---------------- | --------------- | ---------------- | ----------- | ------------ |
| 2024 | Proton Competition | Ford Mustang GT3 | John Hartshorne | Christopher Mies | Rang 31     |              |
| 2025 | Proton Competition | Ford Mustang GT3 | Ben Barker      | Bernardo Sousa   | Rang 41     |              |

### Einzelergebnisse in der FIA-Langstrecken-Weltmeisterschaft
| Saison | Team               | Rennwagen                | 1   | 2   | 3   | 4   | 5   | 6   | 7   | 8   |
| ------ | ------------------ | ------------------------ | --- | --- | --- | --- | --- | --- | --- | --- |
| 2021   | TF Sport           | Aston Martin Vantage AMR | SPA | POR | MON | LEM | BAH | BAH |     |     |
| 2021   | TF Sport           | Aston Martin Vantage AMR | 35  |     |     |     |     |     |     |     |
| 2024   | Proton Competition | Ford Mustang GT3         | KAT | IMO | SPA | LEM | SAO | AUS | FUJ | BAH |
| 2024   | Proton Competition | Ford Mustang GT3         | 31  |     |     |     |     |     |     |     |
| 2025   | Proton Competition | Ford Mustang GT3         | KAT | IMO | SPA | LEM | SAO | AUS | FUJ | BAH |
| 2025   | Proton Competition | Ford Mustang GT3         | DNF | 28  | 18  | 41  | DNF |     |     |     |